# 查查庫馬尼山 (馬爾卡帕塔區)
13°45′20″S 70°50′29″W / 13.75556°S 70.84139°W
查查庫馬尼山（Chachacumani），是秘魯的山峰，位於該國東南部庫斯科大區，由基斯皮坎奇省的馬爾卡帕塔區負責管轄，屬於韋爾卡努塔山脈的一部分，海拔高度約5,100米。